# 沃尔特·邦德
沃尔特·邦德（英語：Walter Bond，1969年2月1日—），美国NBA联盟前职业篮球运动员。